# Sahanivotry Mandona
Sahanivotry Mandona est une commune urbaine malgache, située dans la partie sud de la région de Vakinankaratra.